# Pupalia polycephala
Pupalia polycephala är en amarantväxtart som beskrevs av Emilio Chiovenda. Pupalia polycephala ingår i släktet Pupalia och familjen amarantväxter. Inga underarter finns listade i Catalogue of Life.